# Sektor 236 - Tors vrede
Sektor 236 - Tors vrede är en svensk film från 2010. 
Jan Johansen skrev musiken och Björne Hellquist skrev manuset och regisserade tillsammans med Robert Pukitis. Jonas Wolcher, regissör till Die Zombiejäger, hjälpte till med digitala effekter. Budgeten var mycket låg och de flesta inblandade medverkade utan ersättning. Det mesta av budgeten gick till kameran samt driftkostnader till de helikoptrar som användes i filmen. Filmen utgjorde också den första i vilken artisten Jan Johansen medverkade.

## Handling
En pluton fjälljägare försvinner i det avlägsna vildmarksområdet Sektor 236. Statstjänstemannen Karin Westin beordrar efter ett råd av amerikanen Dr. Johnson att skicka in ett team forskare och militärer för att säkra "faran". Kapten Palmqvist och löjtnant Luthman får befälet och operationen förbereds. Samtidigt tar sig ett gäng ungdomar in i Sektor 236 för att campa. Snart börjar ungdomarna dö en efter en.

## Skådespelare i urval
Baserat på Internet Movie Database.
- A.R. Hellquist - Kapten Palmqvist
- Fredrik Dolk - Överste Hjort
- Daniel Janzen - John
- Tina Ericksson - Ylva
- Natasha Semenets - Pia
- Björn Ericson - Steven
- Tintin Anderzon - Karin Westin
- Rickard Green - Micheal
- Lars Lundgren - Agent Johnson